# Георгієв Олександр Васильович
Олександр Васильович Георгієв (нар. 6 червня 1914, село Рівне Херсонської губернії, тепер Новоукраїнського району Кіровоградської області — 9 квітня 1976, місто Барнаул, тепер Алтайський край, Росія) — радянський партійний діяч, 1-й секретар Алтайського крайового комітету КПРС. Член ЦК КПРС у 1961—1976 роках. Депутат Верховної Ради РРФСР 5-го скликання. Депутат Верховної Ради СРСР 6—9-го скликань. Герой Соціалістичної Праці (20.10.1972).

## Життєпис
Народився в родині вчителя. Закінчив семирічну школу. У 1931 році втупив до комсомолу.
У 1932 році закінчив з червоним дипломом Оріхівський сільськогосподарський технікум. Був направлений на роботу в Західний Сибір.
У 1932—1935 роках — агроном виробничої дільниці села Ракіти Михайловського району Алтаю, дільничний агроном Степової машинно-тракторної станції Михайлівського району. У 1935—1938 роках — старший агроном Степової МТС Михайлівського району Алтайського краю.
У 1938—1943 роках — головний агроном Ключевського районного земельного відділу Алтайського краю.
Член ВКП(б) з січня 1943 року.
У травні 1943 — березні 1944 року — голова виконавчого комітету Ключевської районної ради депутатів трудящих Алтайського краю.
З березня 1944 по березень 1952 року — інструктор Алтайського крайового комітету ВКП(б); помічник 1-го секретаря Алтайського крайового комітету ВКП(б).
У 1948 році закінчив Всесоюзний сільськогосподарський інституту заочної освіти при сільськогосподарській академії імені Тімірязєва.
У березні 1952 — січні 1956 року — завідувач сільськогосподарського відділу Алтайського крайового комітету КПРС.
У січні 1956 — червні 1957 року — секретар Алтайського крайового комітету КПРС.
У червні 1957 — 18 березня 1961 року — 2-й секретар Алтайського крайового комітету КПРС.
18 березня 1961 — 15 січня 1963 року — 1-й секретар Алтайського крайового комітету КПРС. 15 січня 1963 — 19 грудня 1964 року — 1-й секретар Алтайського сільського крайового комітету КПРС. 19 грудня 1964 — 9 квітня 1976 року — 1-й секретар Алтайського крайового комітету КПРС.
Указом Президії Верховної Ради СРСР від 20 жовтня 1972 року за великі заслуги із мобілізації комуністів та всіх трудящих краю на виконання рішень XXIV з'їзду партії по розвитку сільського господарства, досягнення високого рівня виробництва зернових культур і продаж радгоспами та колгоспами державі в 1972 році 310 мільйонів пудів хліба Георгієву Олександру Васильовичу присвоєно звання Героя Соціалістичної Праці з врученням ордена Леніна і золотої медалі «Серп і Молот».
Помер 9 квітня 1976 року. Похований в Барнаулі на Черницькому цвинтарі.

## Нагороди і звання
- Герой Соціалістичної Праці (20.10.1972)
- п'ять орденів Леніна (11.01.1957, 5.06.1963, 27.08.1971, 20.10.1972, 5.06.1974)
- орден Трудового Червоного Прапора (22.03.1966)
- два ордени «Знак Пошани» (11.05.1942, 22.05.1947)
- медаль «За доблесну працю у Великій Вітчизняній війні 1941—1945 рр.»
- медаль «За трудову доблесть» (25.12.1959)
- медаль «За освоєння цілинних земель»
- Мала золота медаль Всесоюзної сільськогосподарської виставки (1940)
- три золоті медалі Виставки досягнень народного господарства СРСР
- медалі